# Sherman Rivers
Sherman Rivers (* 10. srpna 1981) je americký basketbalista hrající českou Národní basketbalovou ligu za tým BK Sadská. Hraje na pozici rozehrávače. Je vysoký 183 cm, váží 81 kg.

## Kariéra
- 2005 - 2007 : BK Sadská

## Statistiky
| Sezóna   | Soutěž      | Odehrané minuty | Průměr na zápas | Body | Průměr na zápas |
| -------- | ----------- | --------------- | --------------- | ---- | --------------- |
| 2005/06  | Mattoni NBL | 964.2           | 30.1            | 441  | 13.8            |
| 2006/07* | Mattoni NBL | 469.8           | 26.1            | 219  | 12.2            |

 *Rozehraná sezóna - údaje k 20.1.2007 